# Portret van Barbara van Vlaendenbergh

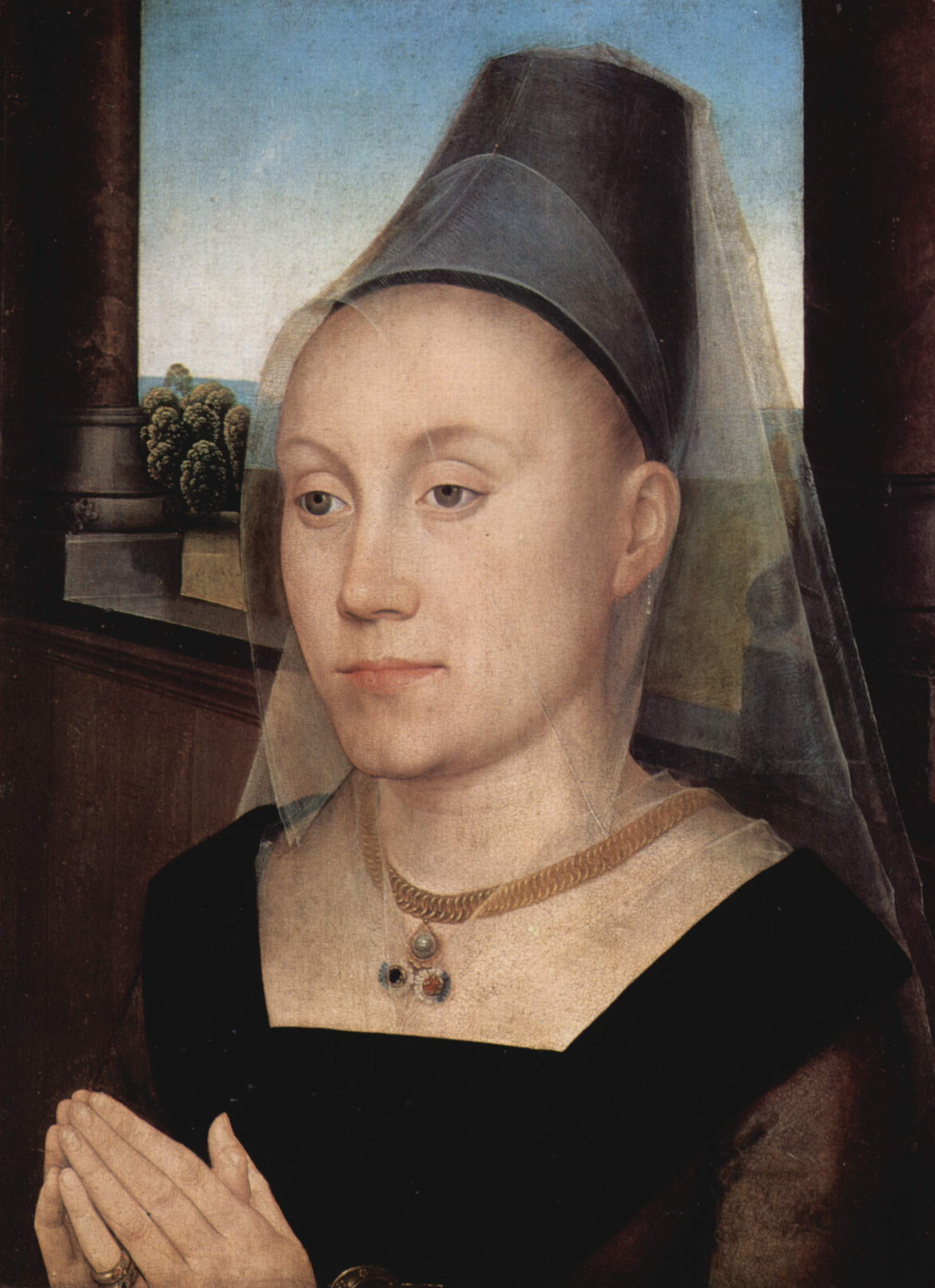
Portret van Barbara van Vlaendenbergh, c 1480, 37 x 27 cm. Koninklijke Musea voor Schone Kunsten van België

Portret van Barbara van Vlaendenbergh is een klein paneel dat in 1470-72 geschilderd is door Hans Memling. Het paneel bevindt zich in de Koninklijke Musea voor Schone Kunsten van België. De geportretteerde is afgebeeld in driekwart profiel met haar handen in gebed gevouwen. Ze draagt een kleine zwarte hennin met een doorzichtige sluier. Haar haar is strak naar achteren getrokken en bovenaan het voorhoofd geschoren. Van Vlaendenbergh staat voor een landschap omlijst door een open raam.

Portret van een man met een rode muts (1465-70) · Het laatste oordeel (1467-71) · Portret van Barbara van Vlaendenbergh (1470-1472) · Portret van een man (1470-75) · Triptiek van Jan Floreins (1479) · Triptiek van Adriaan Reins (1480) · Christus met zingende en musicerende engelen (ca. 1480-94) · Moreeltriptiek (1484) · Man met een Romeinse munt (na 1480)